# 横陂镇 (五华县)
横陂镇，是中华人民共和国广东省梅州市五华县下辖的一个乡镇级行政单位。

## 行政区划
横陂镇下辖以下地区：
横陂社区、锡坑社区、小都社区、红光村、东山村、联长村、新联村、西湖村、叶湖村、新寨村、石下村、横陂村、江南村、崇文村、章联村、华阁村、超群村、夏阜村、杨恩村、近江村、老楼村、湖塘村、罗陂村、长塘村、东升村、增华村、坑口村、兴华村、坝头村、田布村、小都村、贵人村、长兴村、安全村、增大村、双联村、桐树村和班鱼村。